# Mateo Zambrano
Mateo Alejandro Émile Zambrano Bailón (París, Francia; 2 de abril de 1998) es un futbolista ecuatoriano. Juega como delantero y su equipo actual es Deportivo Cuenca de la Serie A de Ecuador.

## Trayectoria

### Inicios
A los 15 años realizó una pasantía en el Football Club Sochaux-Montbéliard de Francia. Posteriormente se unió a la escuela de fútbol de Liga Deportiva Universitaria en Ecuador. Años después se incorporó al Deportivo Quito, donde formó parte de las categorías sub-16, sub-18 y reserva entre 2013 y 2015.

### El Nacional
En 2016 se unió al Club Deportivo El Nacional, en el aquel equipo logró ganar ganar un bicampeonato nacional con las Reservas en 2018 y 2019. Su debut con el primer plantel fue el 3 de noviembre de 2019 por la Serie A de Ecuador en un partido ante el Club Deportivo Macará donde jugó 15 minutos, tras entrar como reemplazo de Miguel Parrales. Para la temporada 2020 también jugó dos partidos en la Serie A, aunque lamentablemente su equipo terminó perdiendo la categoría. En la segunda división disputó 27 partidos, anotó cinco goles y dio cinco asistencias. 

### Deportivo Cuenca
Para 2022 fue fichado por el Deportivo Cuenca. En 2023 el club azuayo lo cede a préstamo por una temporada al Independiente Juniors, equipo de Serie B.

## Estadísticas

### Clubes
Actualizado al último partido disputado el 23 de noviembre de 2024.
| Club                            | Temporada     | Liga  | Liga  | Copas nacionales | Copas nacionales | Copas internacionales | Copas internacionales | Total | Total |
| Club                            | Temporada     | Part. | Goles | Part.            | Goles            | Part.                 | Goles                 | Part. | Goles |
| ------------------------------- | ------------- | ----- | ----- | ---------------- | ---------------- | --------------------- | --------------------- | ----- | ----- |
| Deportivo Quito · Ecuador       | 2015          | 0     | 0     | —                | —                | —                     | —                     | 0     | 0     |
| Deportivo Quito · Ecuador       | Total club    | 0     | 0     | 0                | 0                | 0                     | 0                     | 0     | 0     |
| El Nacional · Ecuador           | 2016          | 0     | 0     | —                | —                | —                     | —                     | 0     | 0     |
| El Nacional · Ecuador           | 2017          | 0     | 0     | —                | —                | —                     | —                     | 0     | 0     |
| El Nacional · Ecuador           | 2018          | 0     | 0     | —                | —                | —                     | —                     | 0     | 0     |
| El Nacional · Ecuador           | 2019          | 1     | 0     | 0                | 0                | —                     | —                     | 1     | 0     |
| El Nacional · Ecuador           | 2020          | 2     | 0     | 0                | 0                | —                     | —                     | 2     | 0     |
| El Nacional · Ecuador           | 2021          | 16    | 5     | 0                | 0                | —                     | —                     | 16    | 5     |
| El Nacional · Ecuador           | Total club    | 19    | 5     | 0                | 0                | 0                     | 0                     | 19    | 5     |
| Deportivo Cuenca · Ecuador      | 2022          | 25    | 2     | 0                | 0                | —                     | —                     | 25    | 2     |
| Independiente Juniors · Ecuador | 2023          | 32    | 4     | —                | —                | —                     | —                     | 32    | 4     |
| Independiente Juniors · Ecuador | Total club    | 32    | 4     | 0                | 0                | 0                     | 0                     | 32    | 4     |
| Deportivo Cuenca · Ecuador      | 2024          | 7     | 0     | 0                | 0                | —                     | —                     | 7     | 0     |
| Deportivo Cuenca · Ecuador      | Total club    | 32    | 2     | 0                | 0                | 0                     | 0                     | 32    | 2     |
| Total carrera                   | Total carrera | 83    | 11    | 0                | 0                | 0                     | 0                     | 83    | 11    |

## Vida personal
Mateo Zambrano es hijo del político ecuatoriano Patricio Zambrano.